# Dennis Cowals

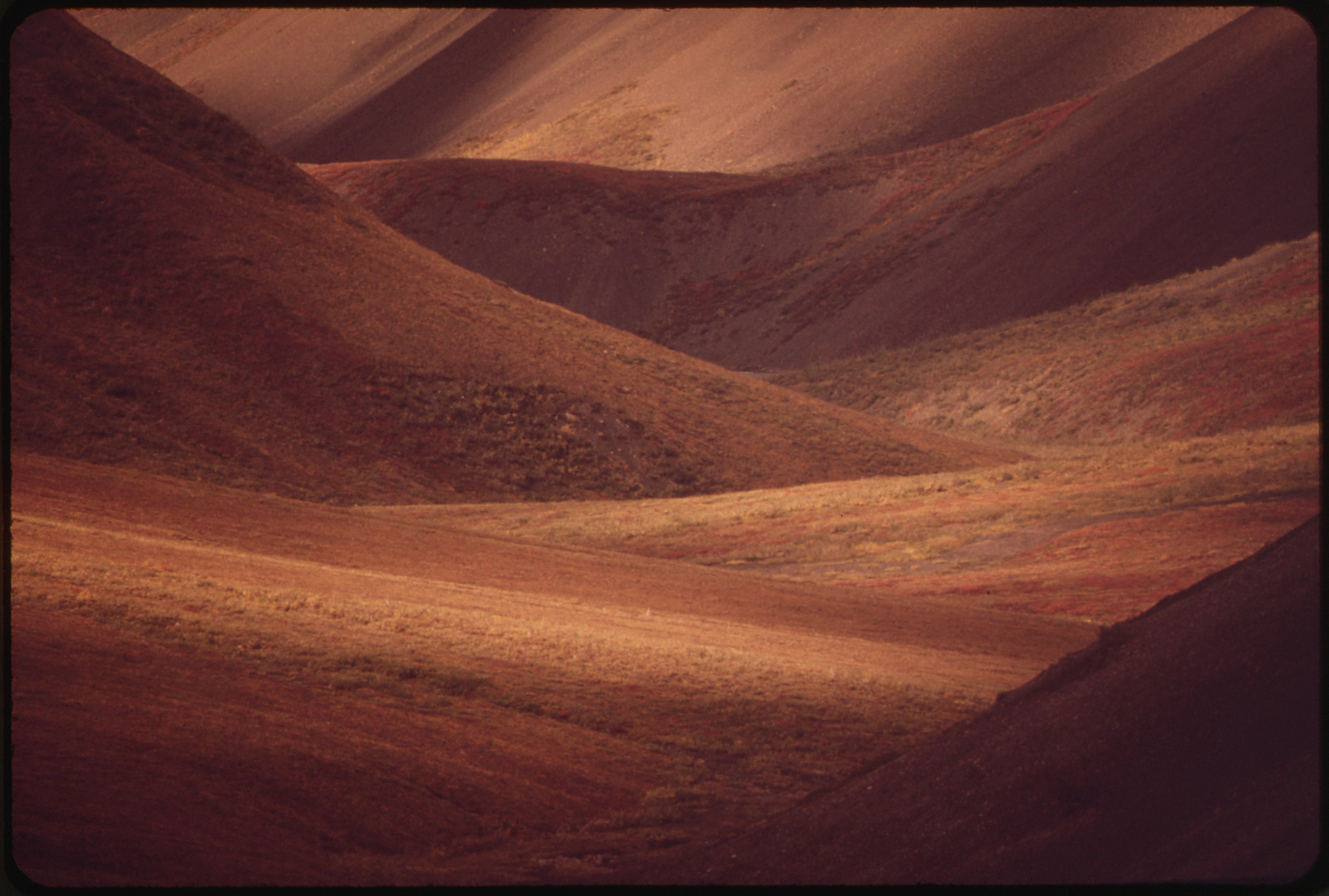
Tundra v podzimních barvách, 1973

Dennis Cowals (12. května 1945 – 22. října 2004) byl americký fotograf.

## Život a dílo
Během 70. let 20. století se jako fotograf podílel na projektu DOCUMERICA americké agentury pro ochranu životního prostředí.

### Projekt Documerica
Byl součástí projektu DOCUMERICA americké agentury pro ochranu životního prostředí. V období 1971-1977 vznikl program sponzorovaný americkou Agenturou pro ochranu životního prostředí (EPA), jehož úkolem bylo pořídit „fotografický dokument subjektů z hlediska životního prostředí“ na území Spojených států. EPA najala externí fotografy k fotografování objektů jako například zeměpisné oblasti s environmentálními problémy, EPA aktivity a každodenní život. Správa národních archivů a záznamů část tohoto katalogu zdigitalizovala a lze v něm najít odkaz na řadu fotografií autora.
Stovky jeho snímků spadají do kategorie public domain a jsou k dispozici na úložišti obrázků Wikimedia Commons.

## Galerie

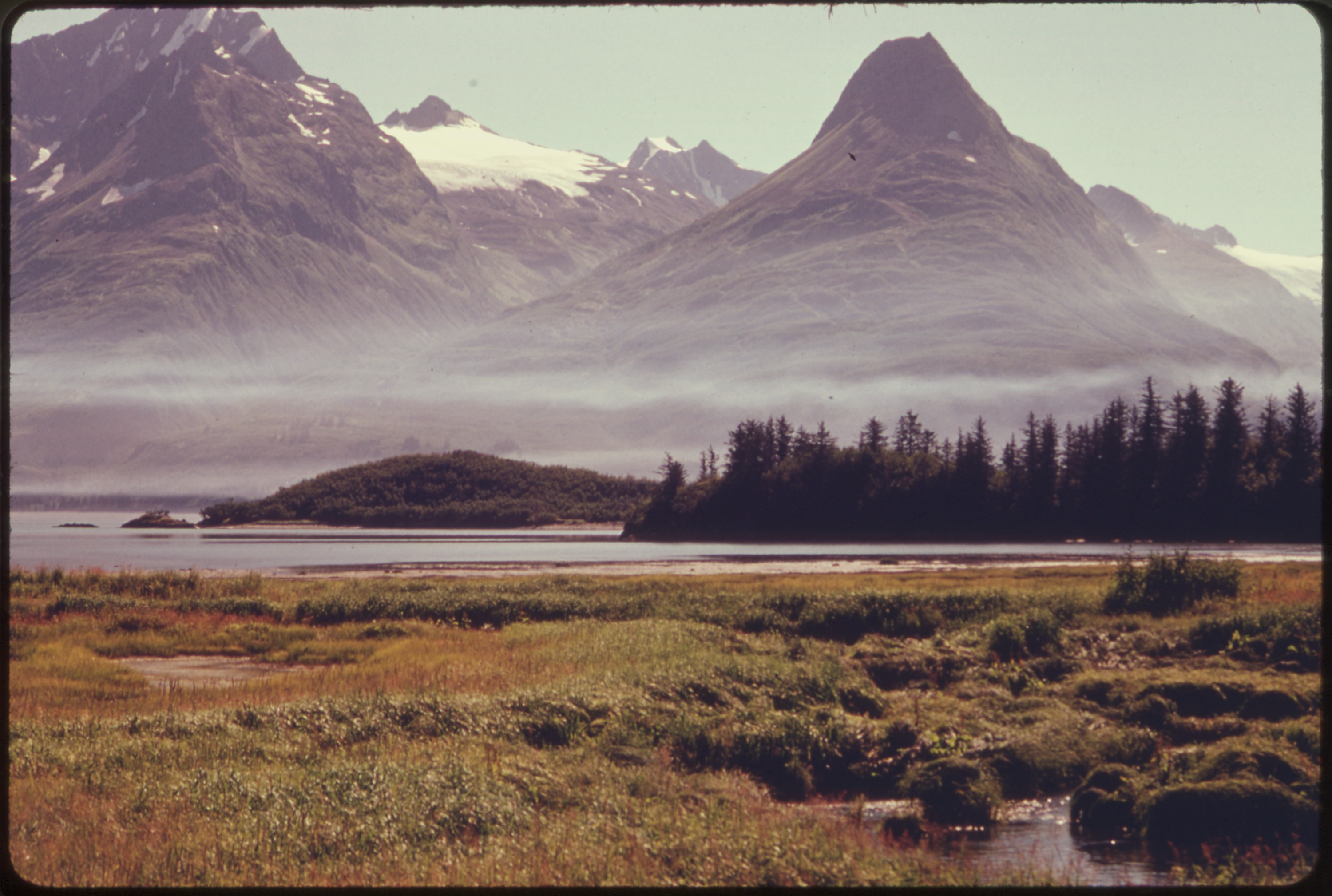
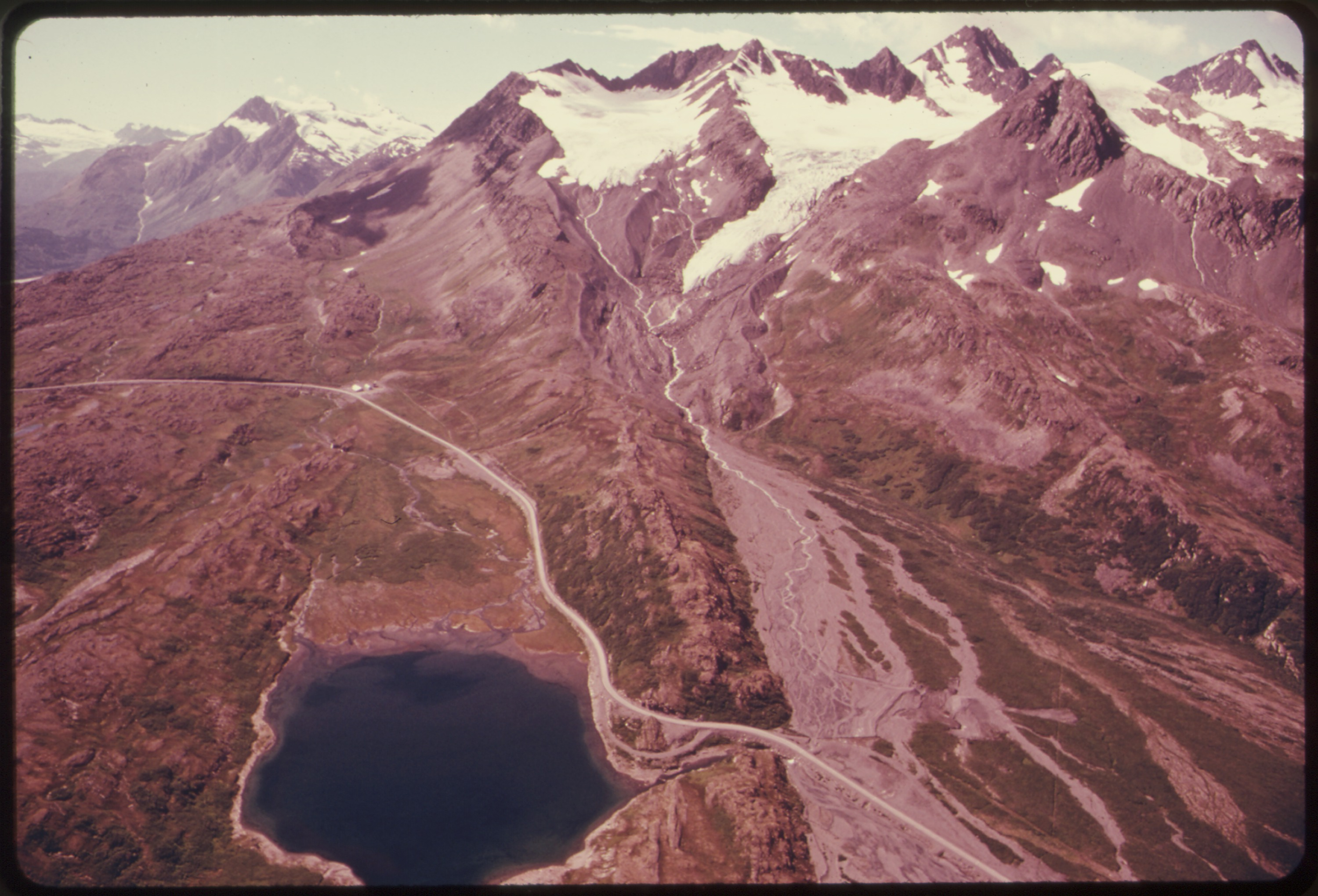
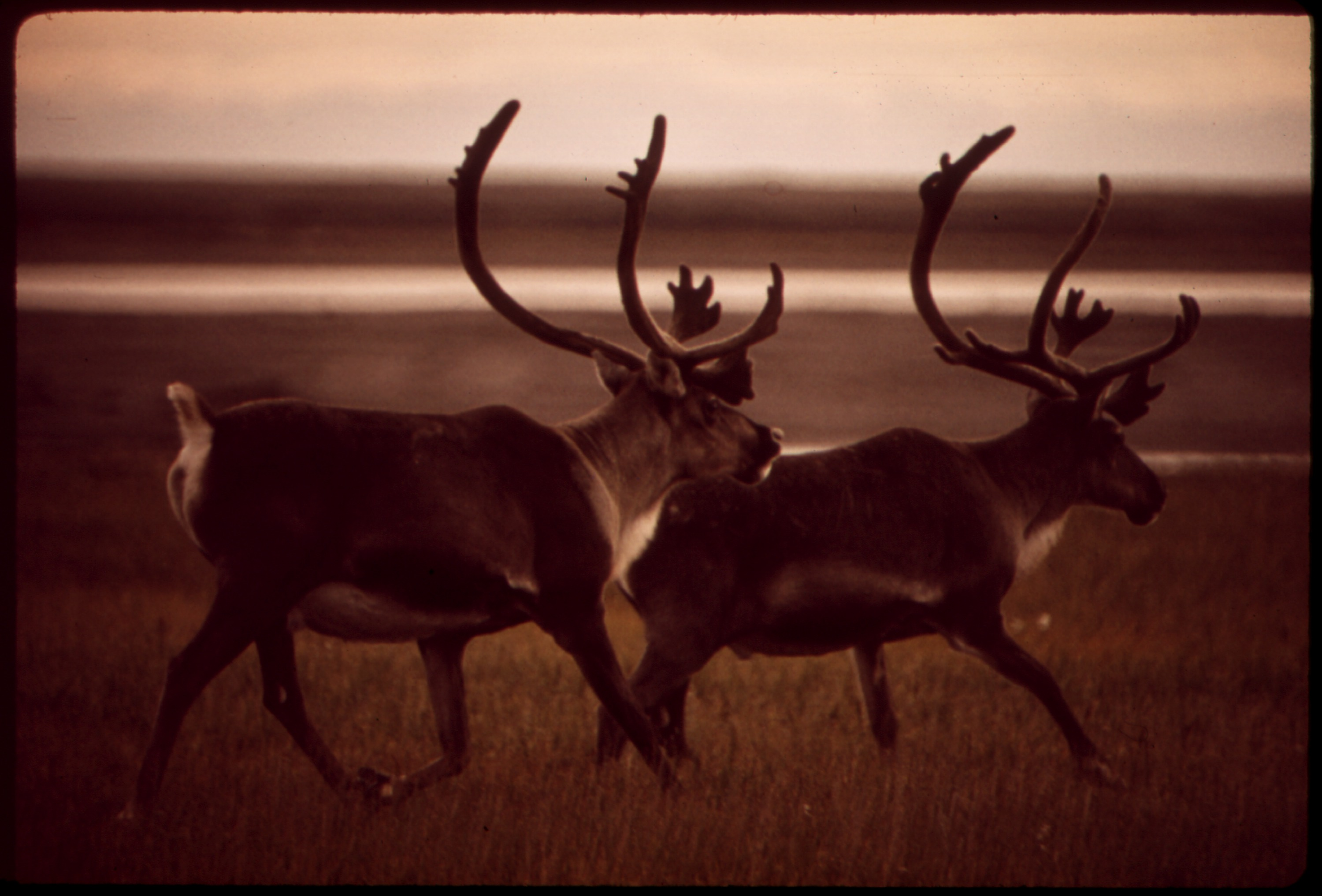
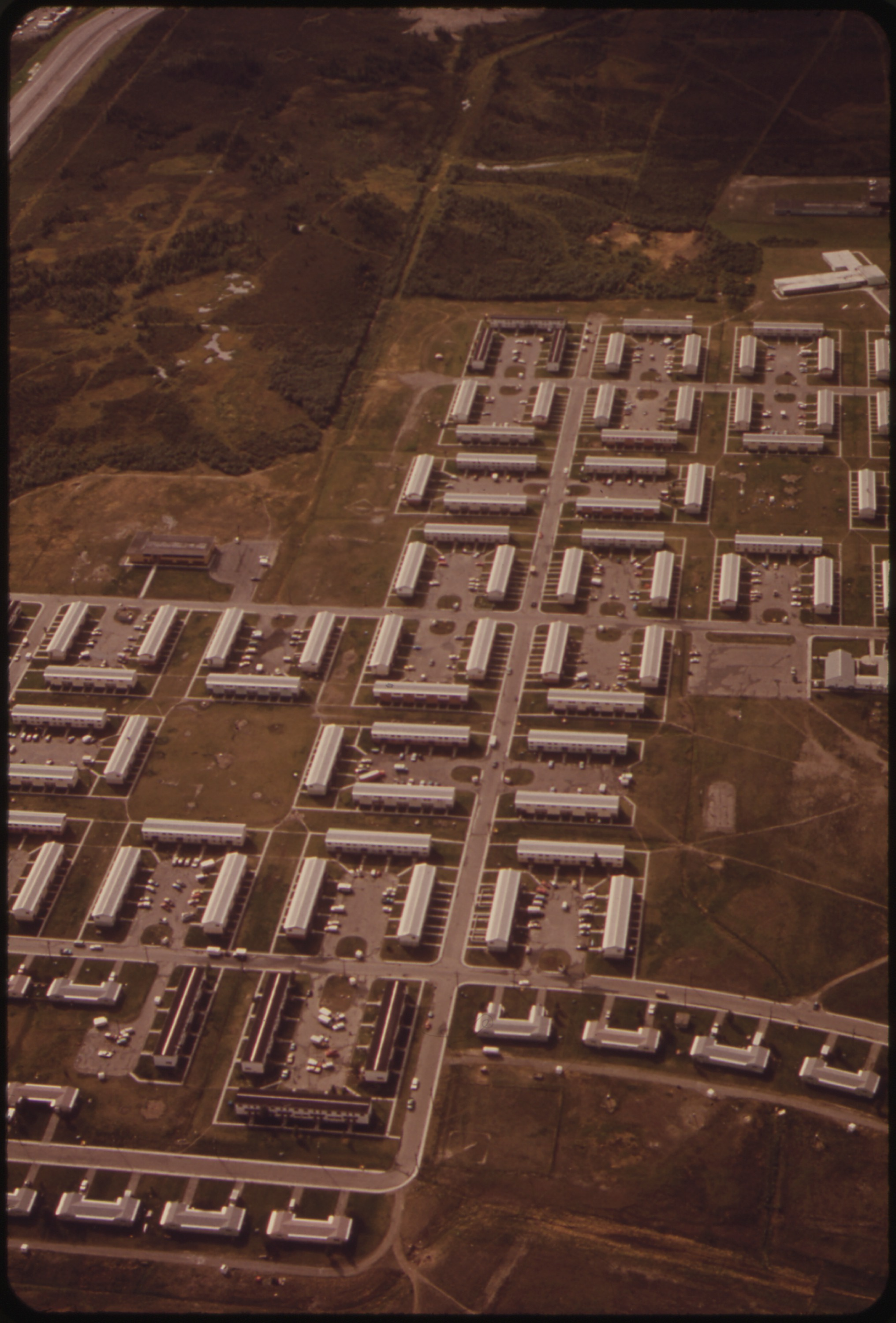
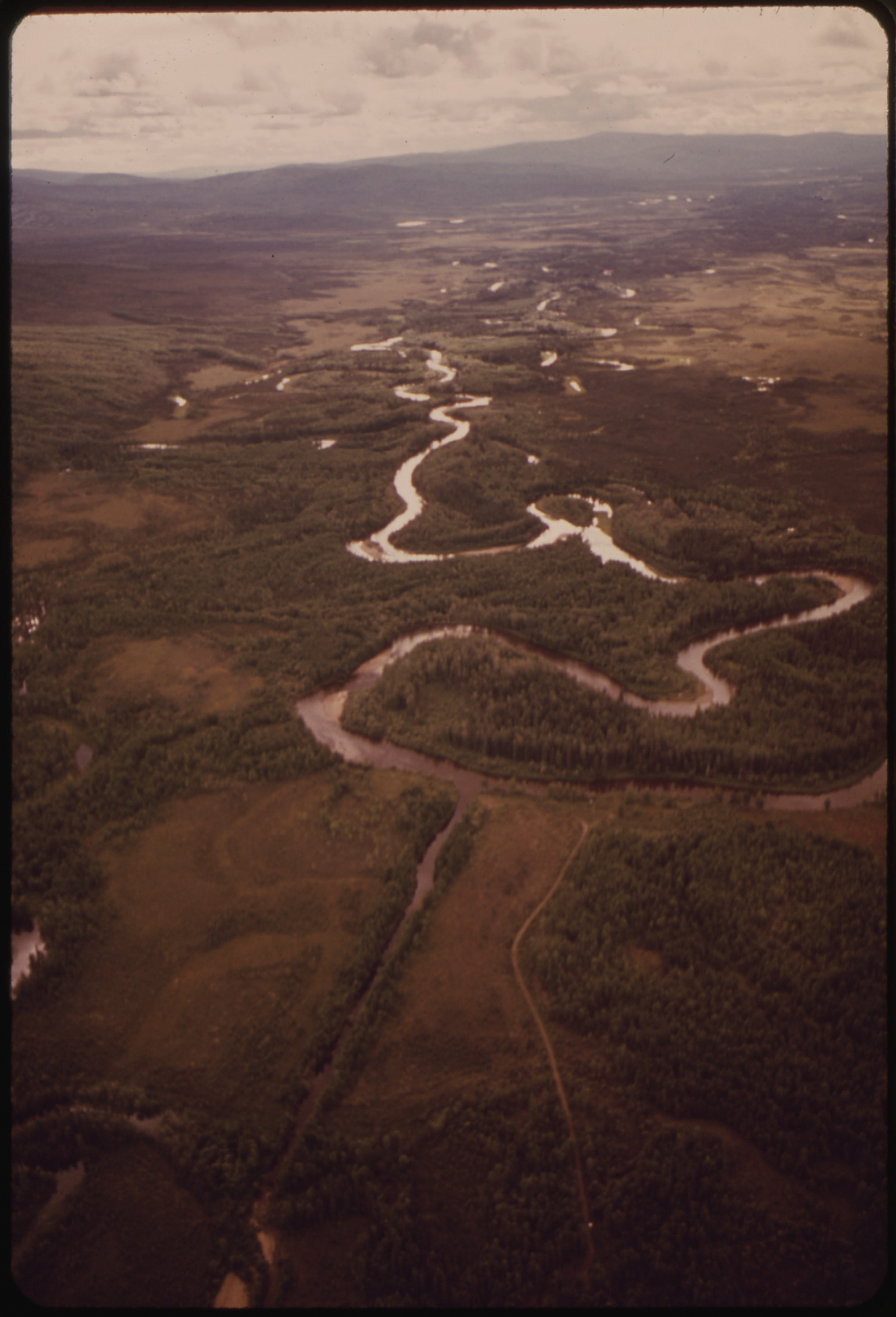
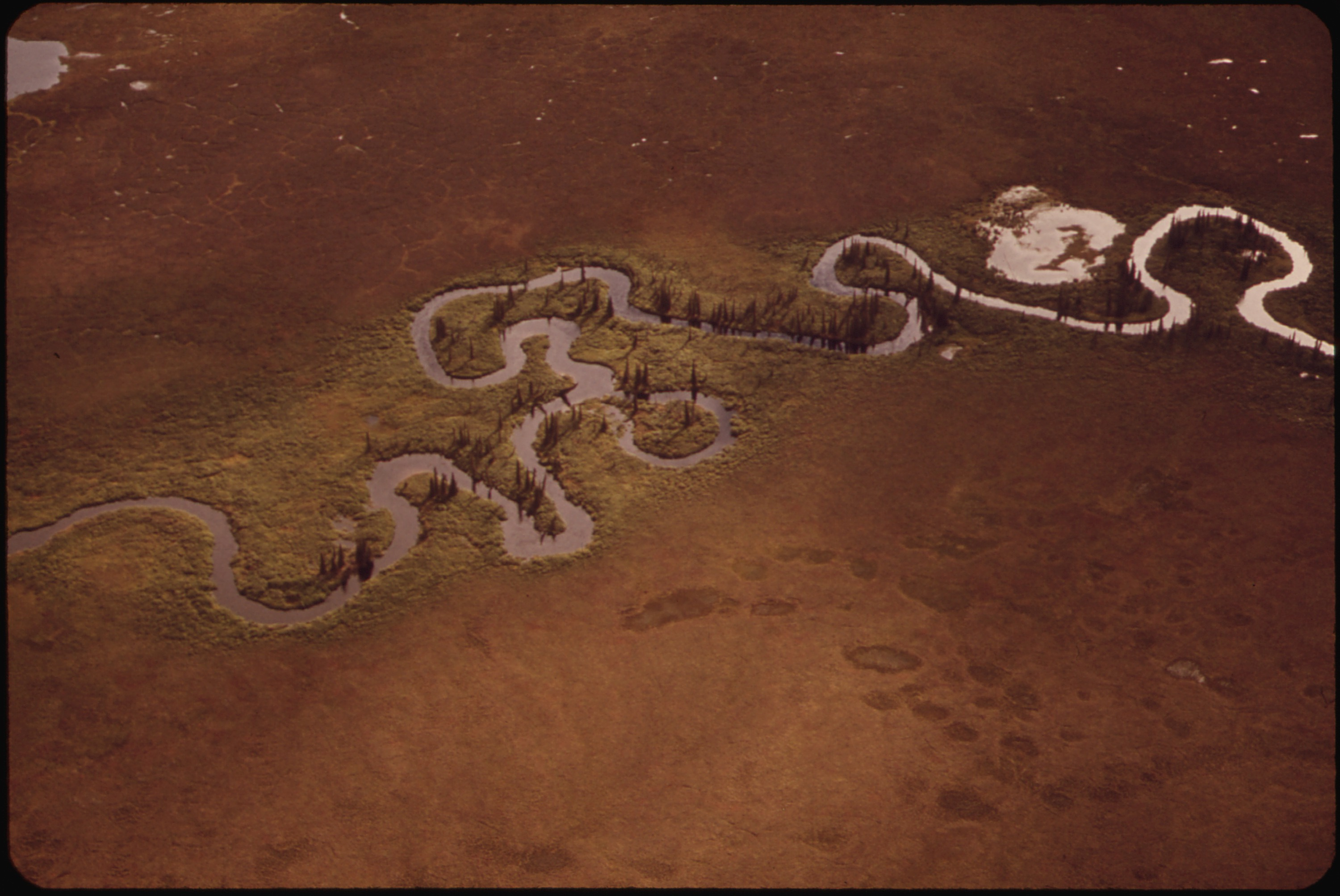
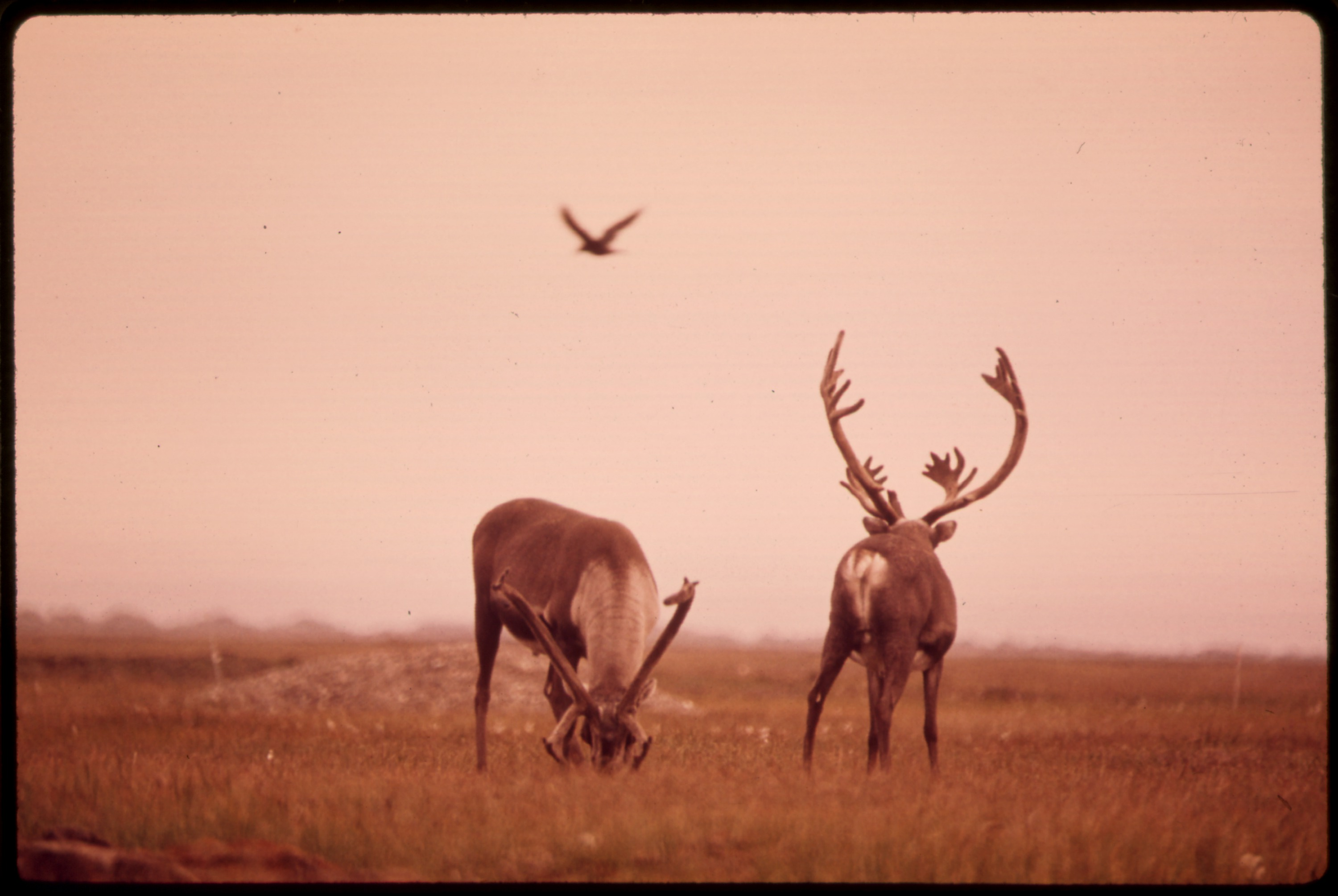
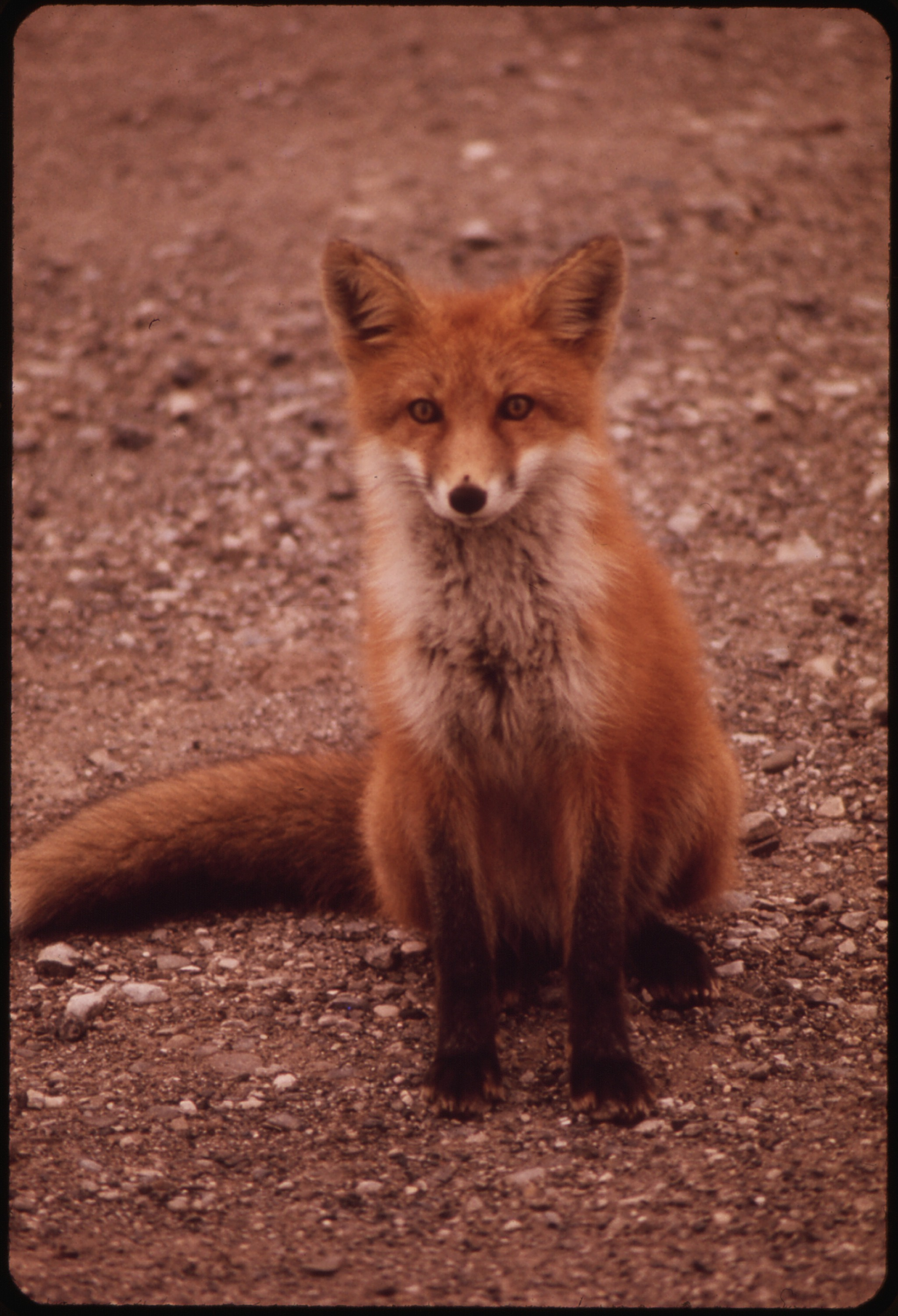
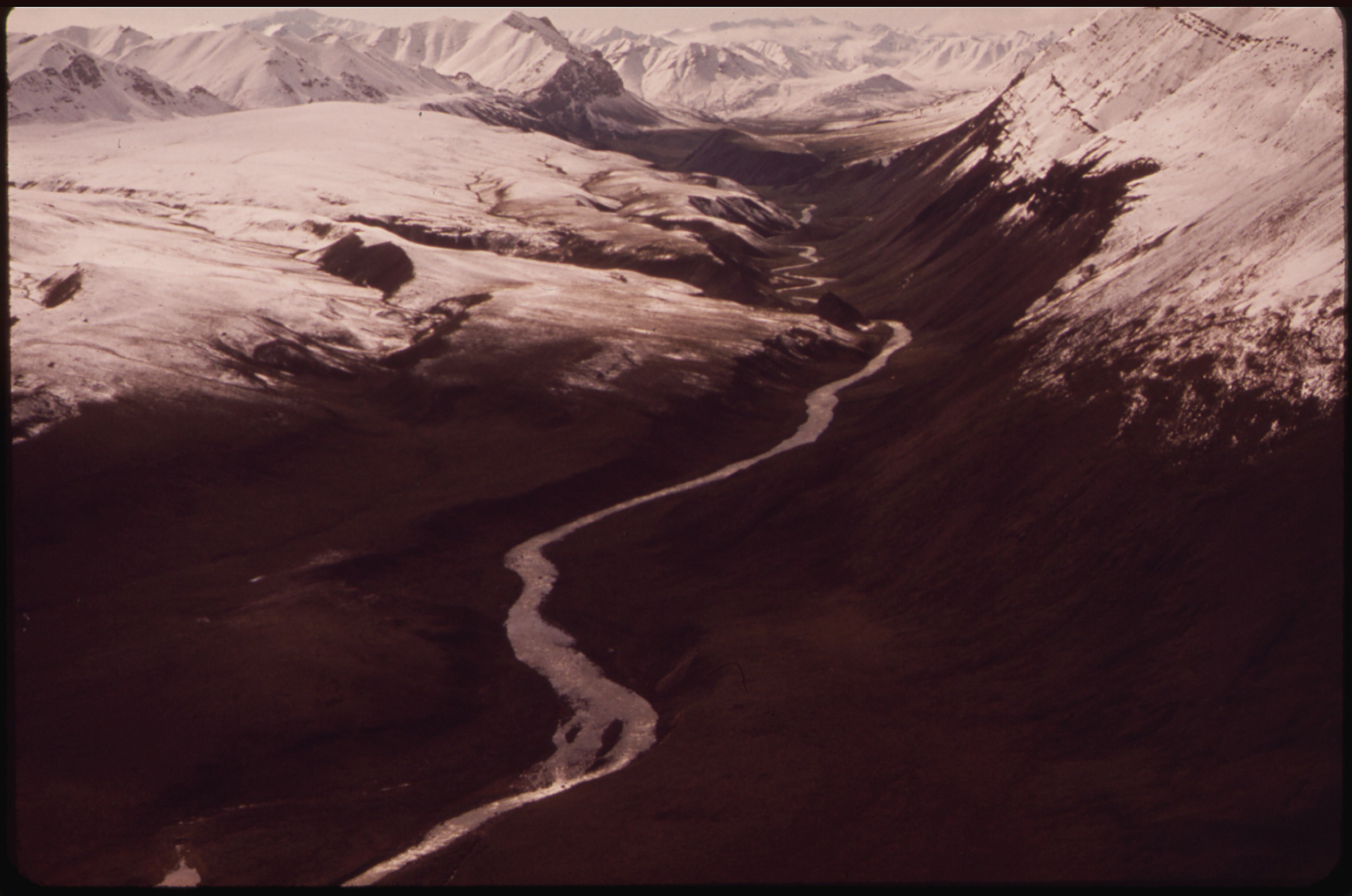
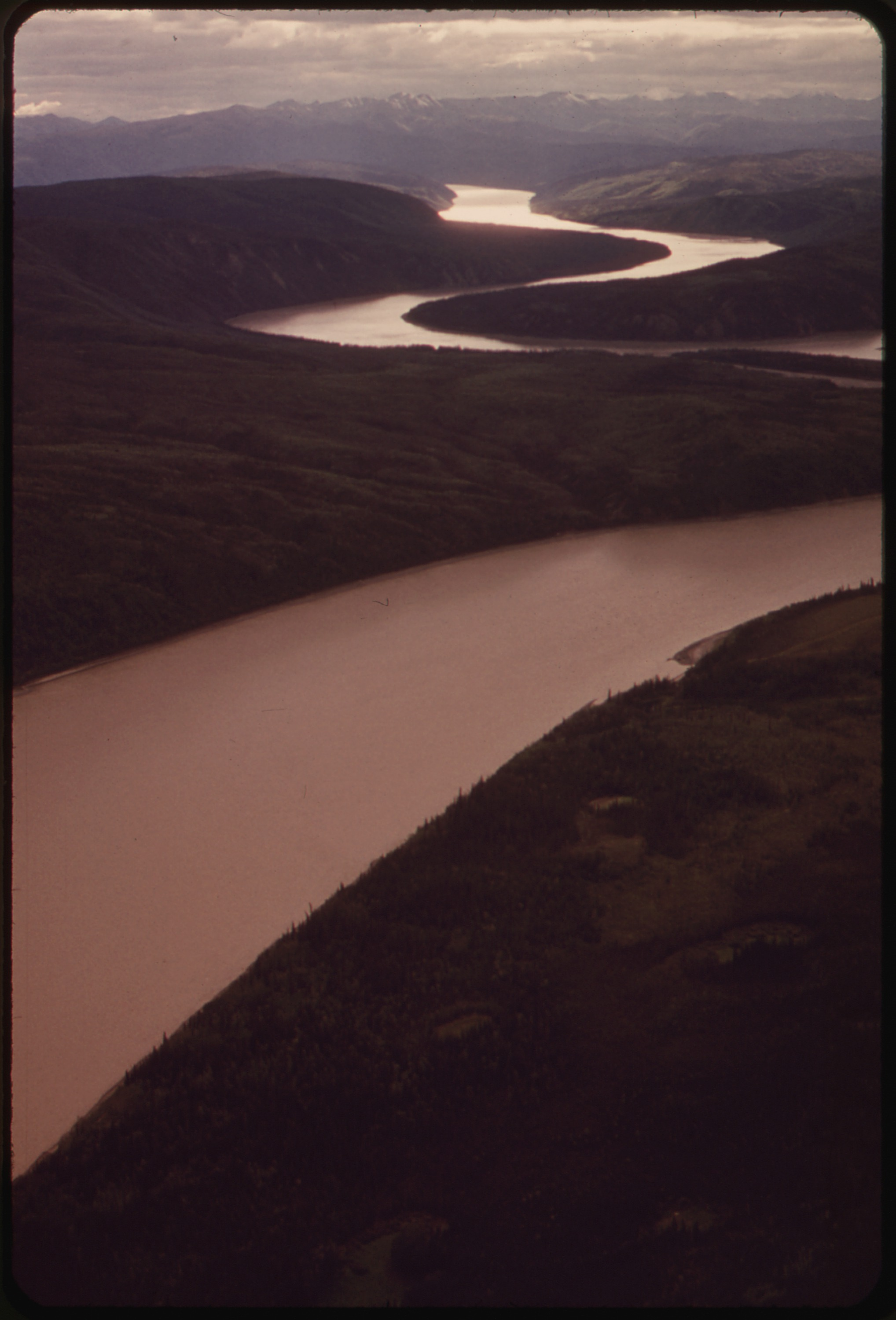